# Колибри-якобины
Колибри-якобины (лат. Florisuga) — род птиц семейства колибри.

## Описание
Представители вида имеют большой веерообразный хвост белого цвета. Половой диморфизм выражен в менее яркой окраске самок.

## Распространение
Птицы обитают в Южной и Центральной Америке, на островах Карибского моря. Наибольшее распространение имеет вид Florisuga mellivora. Виды Florisuga mellivora и Florisuga fusca были изучены одними из первых представителей семейства колибри.

## Виды
Международный союз орнитологов относит к роду 2 вида:
- Траурный колибри Florisuga fusca (Vieillot, 1817)
- Колибри-якобин Florisuga mellivora (Linnaeus, 1758)